# Saint-Paul-de-Vern
Saint-Paul-de-Vern (okzitanisch: Sent Pau de Vèrn) ist eine französische Gemeinde mit 174 Einwohnern (Stand: 1. Januar 2022) im Département Lot in der Region Okzitanien. Sie gehört zum Arrondissement Figeac und zum Kanton Saint-Céré. 

## Lage
Saint-Paul-de-Vern grenzt im Norden und Nordwesten an Saint-Céré, im Norden an Frayssinhes, im Nordosten an Latouille-Lentillac, im Osten an Ladirat, im Süden an Molières, im Südwesten an Bannes sowie im Westen an Saint-Vincent-du-Pendit.
An der östlichen Gemeindegrenze verläuft das Flüsschen Biarque und mündet dort in die Bave.

## Bevölkerungsentwicklung
| Jahr                       | 1962 | 1968 | 1975 | 1982 | 1990 | 1999 | 2006 | 2011 | 2018 |
| -------------------------- | ---- | ---- | ---- | ---- | ---- | ---- | ---- | ---- | ---- |
| Einwohner                  | 229  | 204  | 162  | 165  | 167  | 183  | 151  | 199  | 178  |
| Quellen: Cassini und INSEE |      |      |      |      |      |      |      |      |      |

## Sehenswürdigkeiten

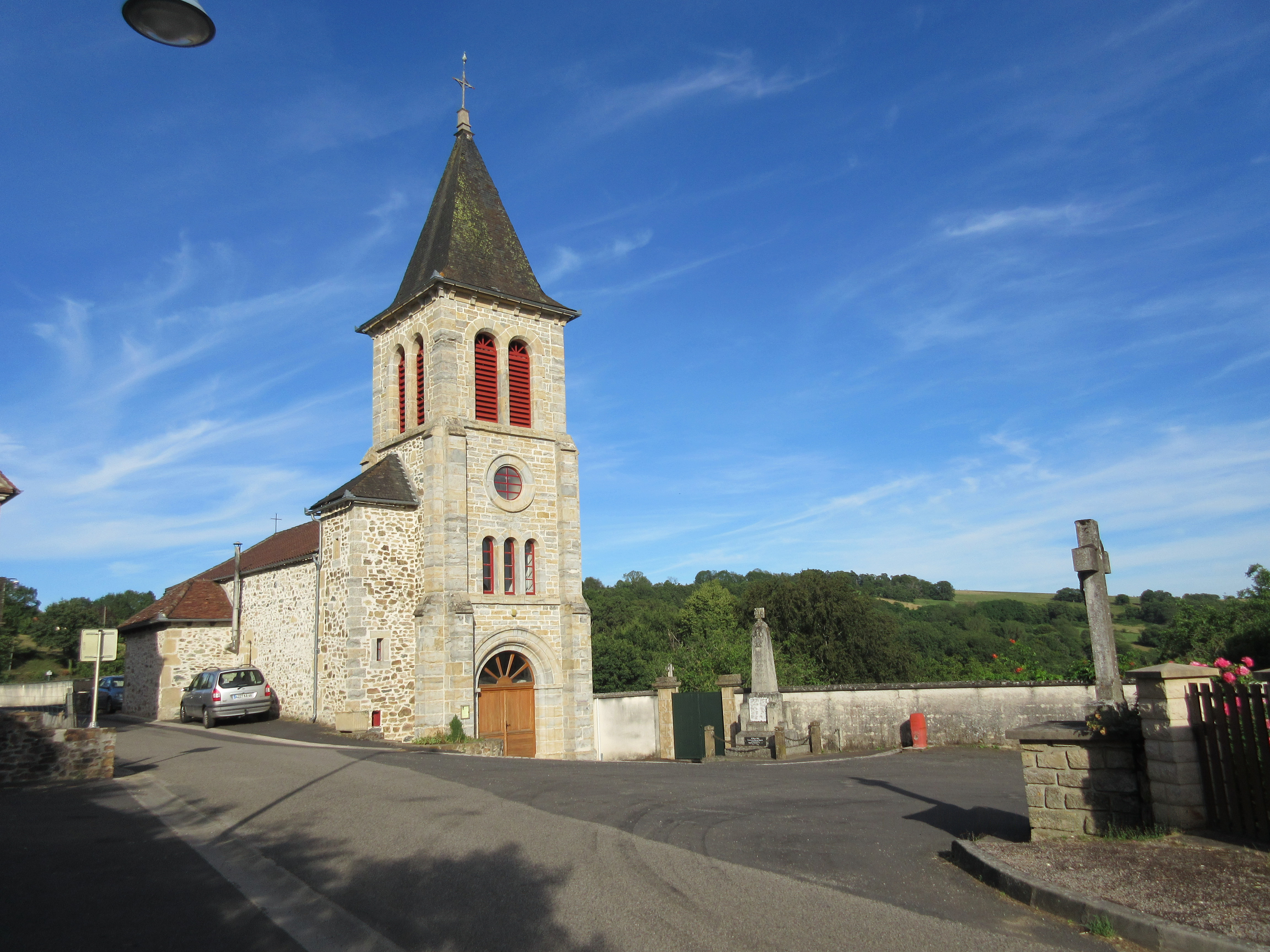
Kirche Saint-Paul

- Kirche Saint-Paul